# BtoB
BtoB (Hangul: 비투비), gestileerd als BTOB, is een Zuid-Koreaanse boyband die in 2012 werd opgericht door Cube Entertainment. BtoB is een afkorting van Born to Beat.
De groep bestaat uit zes leden, namelijk Seo Eun-kwang, Lee Min-hyuk, Lee Chang-sub, Im Hyun-sik, Peniel Shin en Yook Sung-jae.

## Beschrijving
De band debuteerde tijdens een livestream op 21 maart 2012 met de singles "Insane" en "Imagine". Een ep volgde op 3 april 2012 onder de titel Born to Beat, en een volledig album kwam uit in juni 2015 onder de naam Complete.
De band ontving meerdere prijzen, waaronder de Golden Disc Awards in 2016, Melon Music Awards in 2017 en de Seoul Music Awards in 2018.
Vijf van de uitgebrachte albums kwamen in de Circle Album hitlijsten van Zuid-Korea en negen singles stonden in de Koreaanse top-10.

## Discografie

### Studioalbums
- Complete (2015)
- 24/7 (2016) (Japans album)
- Brother Act. (2017)
- BTOB Japan Best Album 2014-2017 ～1096 Days～ (2018) (compilatiealbum)
- Piece of BtoB (2019) (compilatiealbum)
- Be Together (2022)

## Concerten
- Hello Melody (2014)
- The Secret Diary (2015)
- Born to Beat Time (2015)
- Born To Beat Time ~ Encore (2016)
- BtoB Time (2017)
- BtoB Time – Our Concert (2017)
- BtoB Time – This Is Us (2018)
- BtoB Time – Be Together (2022)

## Leden
De groep bestaat uit zeven leden, gerangschikt op leeftijd:

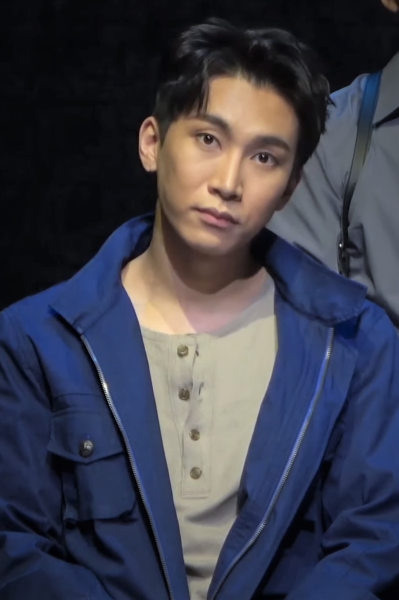
Eunkwang
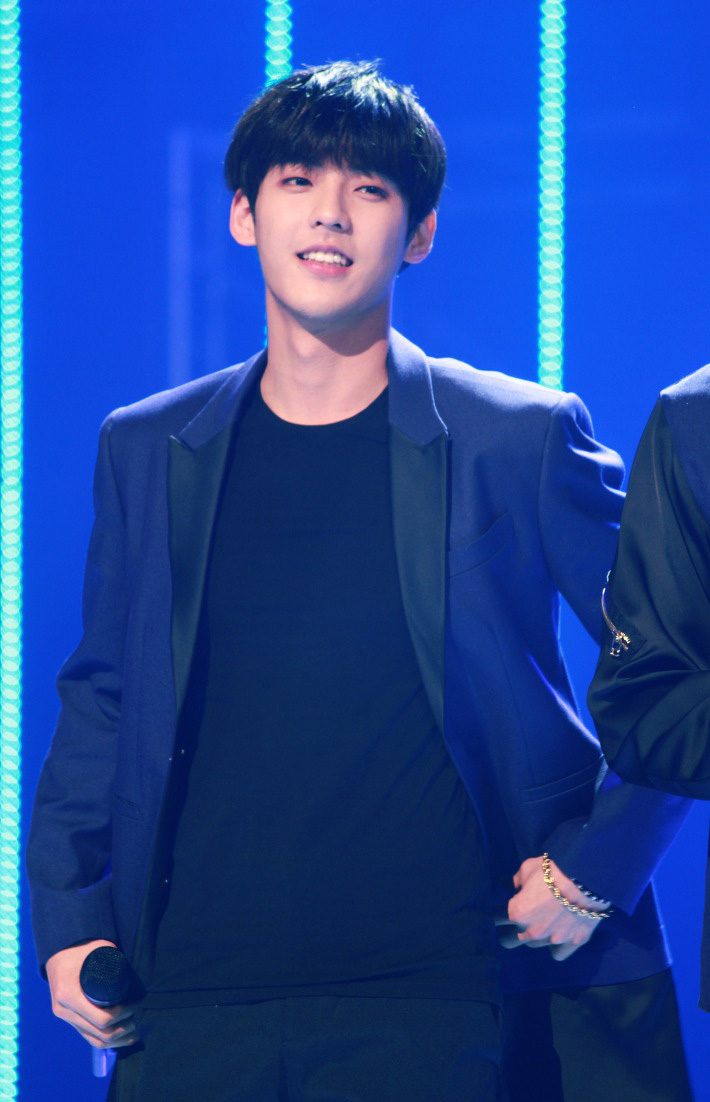
Minhyuk
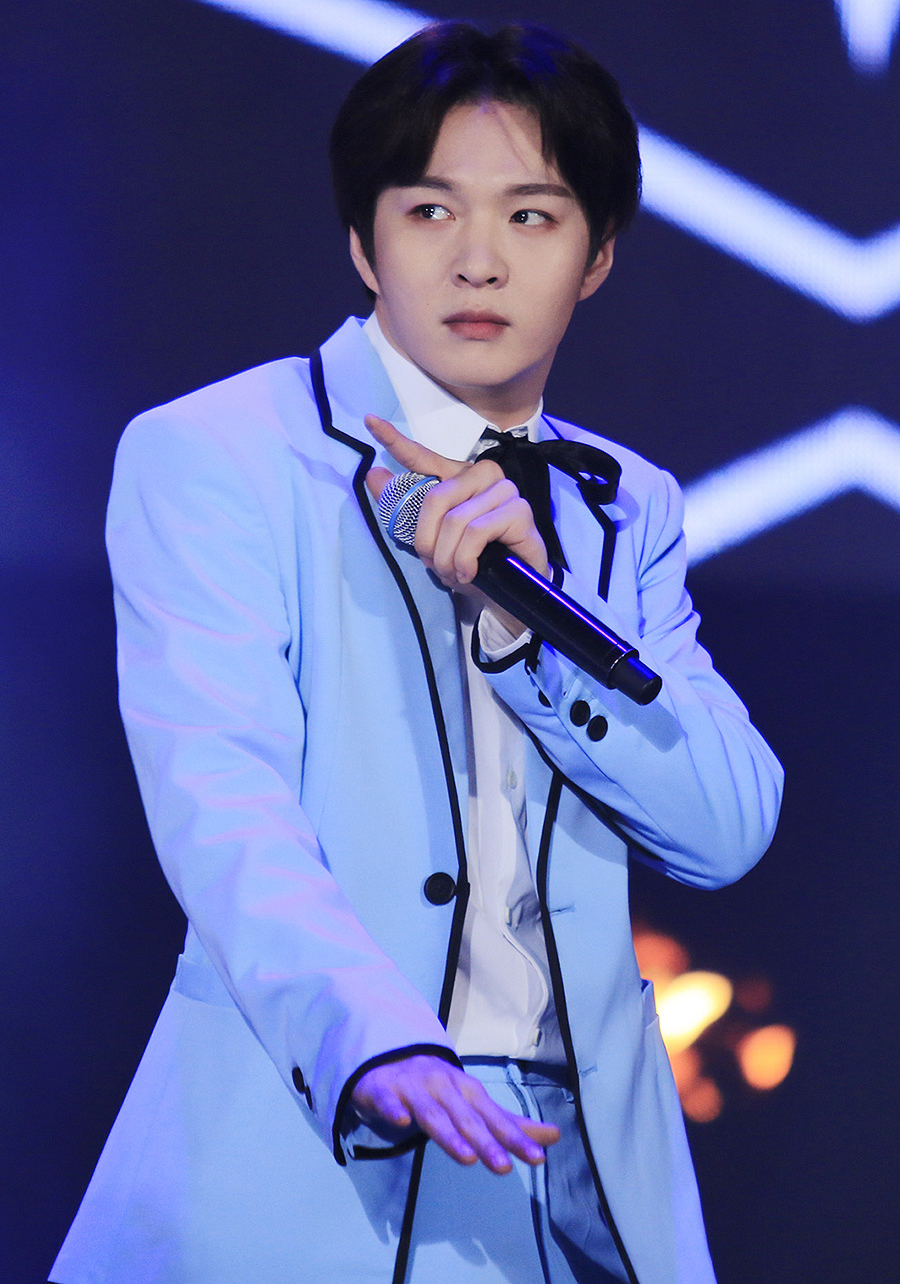
Changsub
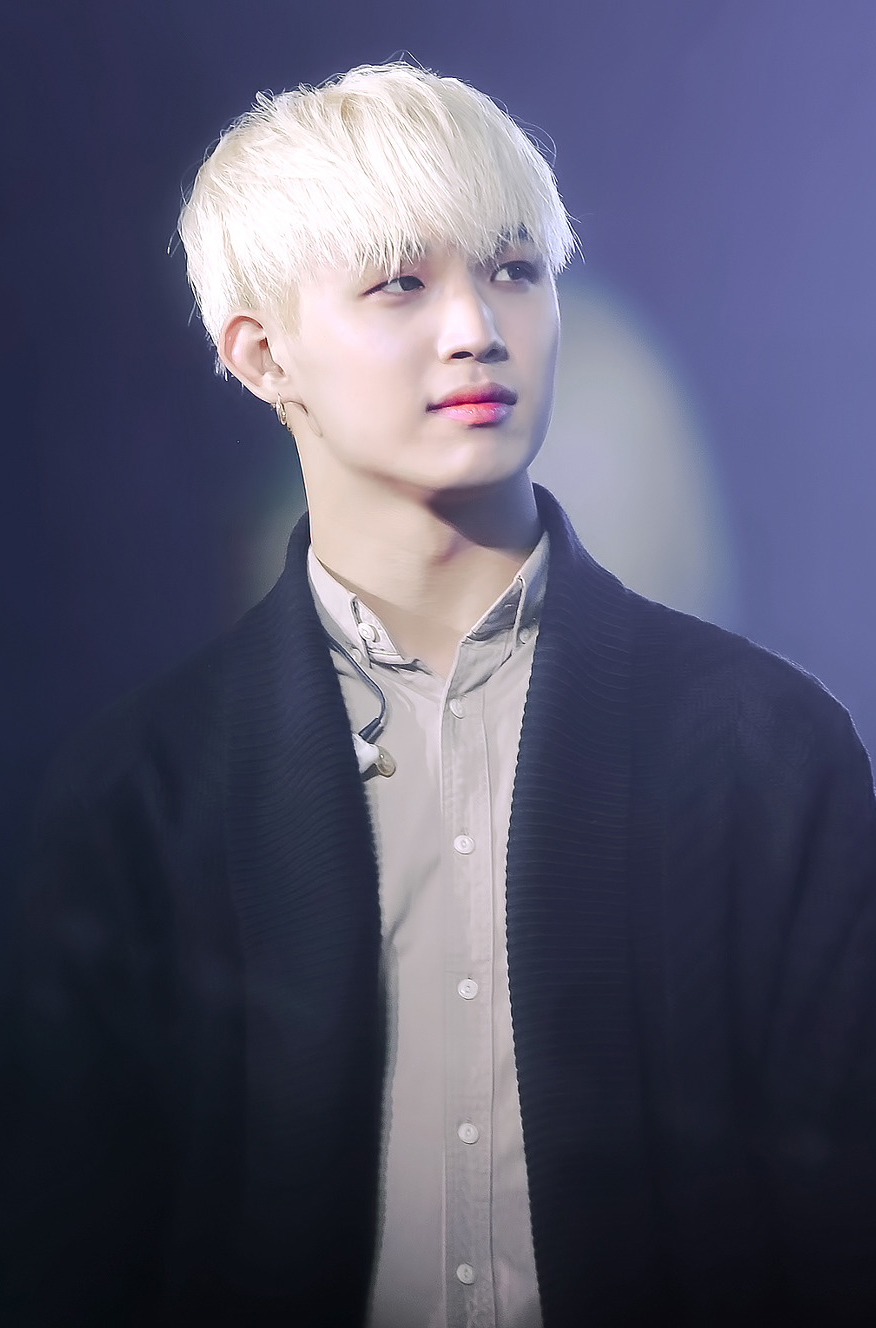
Hyunsik
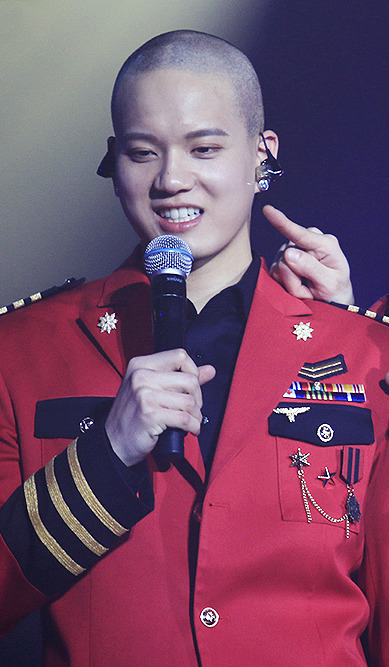
Peniel
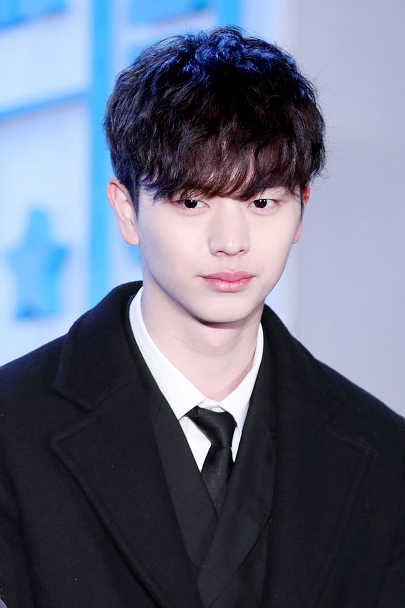
Sungjae

| Artiestennaam | Artiestennaam | Naam                           | Naam                  | Geboortedatum    |
| Gelatiniseerd | Hangul        | Gelatiniseerd                  | Hangul                | Geboortedatum    |
| ------------- | ------------- | ------------------------------ | --------------------- | ---------------- |
| Eunkwang      | 은광          | Seo Eun-kwang                  | 서은광/徐恩光         | 22 november 1990 |
| Minhyuk       | 민혁          | Lee Min-hyuk                   | 이민혁/李旼赫         | 29 november 1990 |
| Changsub      | 창섭          | Lee Chang-sub                  | 이창섭/李昌燮         | 26 februari 1991 |
| Hyunsik       | 현식          | Im Hyun-sik                    | 임현식/任炫植         | 7 maart 1992     |
| Peniel        | 프니엘        | Peniel D. Shin, Shin Dong-geun | 프니엘, 신동근/辛東根 | 10 maart 1993    |
| Sungjae       | 성재          | Yook Sung-jae                  | 육성재/陸星材         | 2 mei 1995       |